# Bactromantis mexicana
Bactromantis mexicana är en bönsyrseart som beskrevs av Henri Saussure och Leo Zehntner 1894. Bactromantis mexicana ingår i släktet Bactromantis och familjen Thespidae. Inga underarter finns listade i Catalogue of Life.